# Доброе (Еврейская автономная область)
До́брое — село в Октябрьском районе Еврейской автономной области. Входит в Нагибовское сельское поселение.

## География
Село Доброе стоит на левом берегу реки Добрая (левый приток Амура).
Расстояние до районного центра села Амурзет около 48 км; на запад, через Нагибово, Садовое, Благословенное (стоит на автотрассе Бирофельд — Амурзет) и Пузино.
На север от села Доброе идёт дорога к селу Ручейки, далее выезд на трассу Бирофельд — Амурзет.

## История
В 1858 году Забайкальскими казаками-переселенцами, вошедшими в состав Амурского казачьего пешего батальона, основано село Доброе (посёлок Добринский, станица Добрая). 
Село стоит на левом берегу реки Добрая (левый приток Амура). Расстояние до районного центра села Амурзет около 48 км; на запад, через Нагибово, Садовое, Благословенное

## Инфраструктура
Пограничная застав.

## Население
| 1917 | 1924 | 2002 | 2010 |
| ---- | ---- | ---- | ---- |
| 251  | ↘248 | ↗250 | ↘158 |

## Экономика
Сельскохозяйственные предприятия Октябрьского района ЕАО.

## Памятники
Памятник воинам. На стеле увековечены 23 фамилии солдат-земляков. Открыт 1 июня 1983 года.